# Kensington Market
Kensington Market - targ i dzielnica Toronto (Ontario, Kanada), sąsiadujący z Chinatown na Spadina Ave. 
Sam targ to sąsiedztwo ulic Baldwin St./Kensington Ave. Obok St. Lawrence Market, jest on najbardziej znanym targiem Toronto. Jest to barwne miejsce, czasem zwane także targiem europejskim, w którym spotykają się liczne międzynarodowe kultury tworzące miasto. Około 1920 mieszkało tu 80% ludności żydowskiej miasta (także na Spadina Ave, gdzie dziś znajduje się Chinatown), jednak obecnie ich ślad można odnaleźć tylko w pozostałej tu zabytkowej synagodze. Wtedy te okolice znane były jako Targ Żydowski.
Teraz na paru ulicach sąsiadują ze sobą najróżniejsze sklepy, reprezentujące bardzo eklektyczny wybór i specjalizujące się w towarach, owocach i warzywach różnych narodów. Od Indii Zachodnich (Karaiby), po Afrykę, kraje arabskie czy europejskie. W okolicznych uliczkach kolorowe fasady wiktoriańskich domów kryją sklepy z używaną odzieżą (tzw. vintage) lub kawiarnie. W piekarniach i restauracyjkach można posmakować autentycznych potraw z dalekich krajów. 
W zimie – 21 grudnia, w dzielnicy odbywa się znany festyn Kensington Festival of Light, z barwnym pochodem, kukłami i świątecznymi lampami.